# Nea Kameni

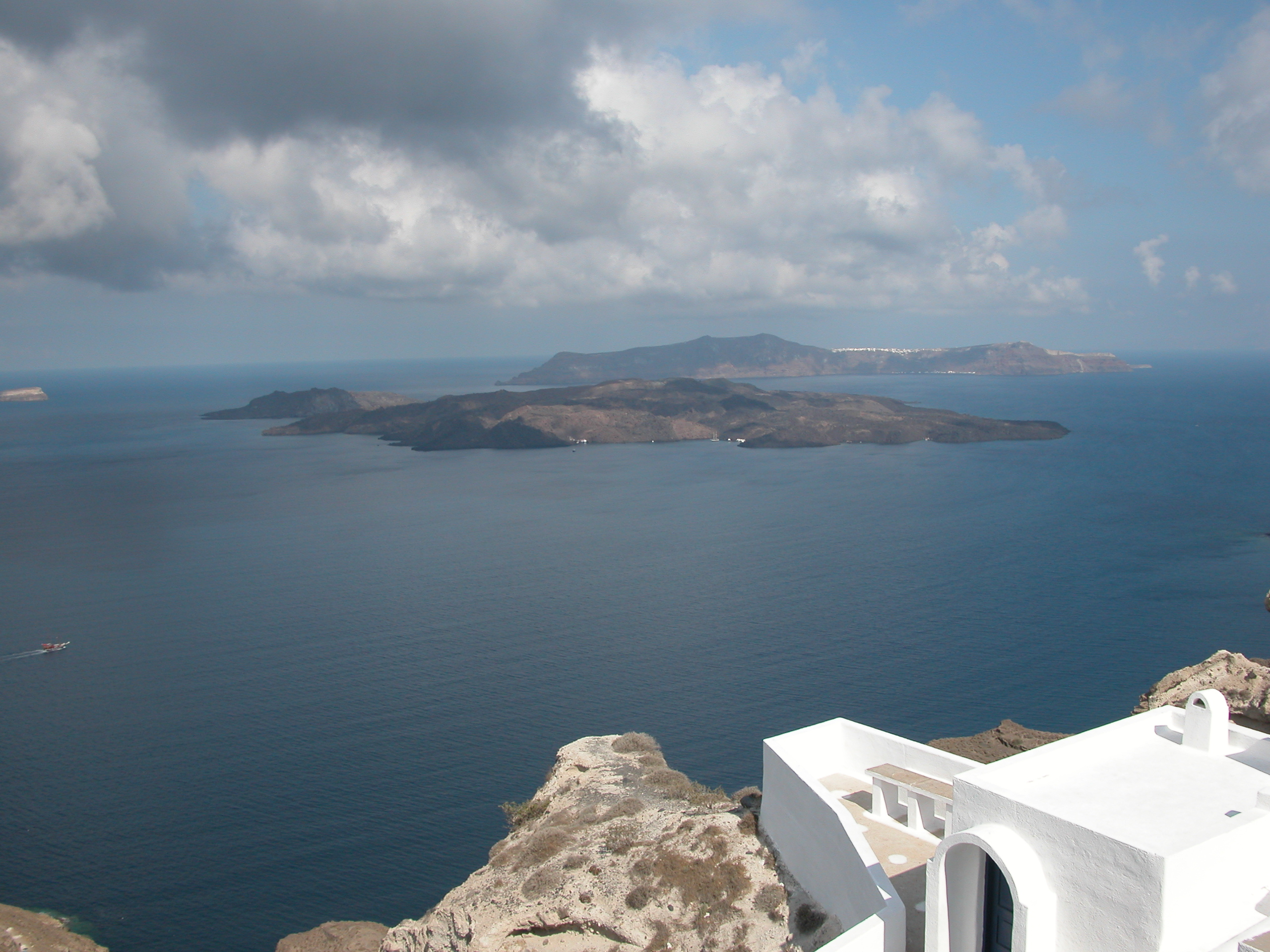
Zdjęcie wykonane z Theresia przedstawia Nea Kameni (na wprost), Palea Kameni (na wprost po lewej stronie) oraz niewielki fragment Aspronisi (w tle po lewej stronie)

Nea Kameni jest grecką małą i niezamieszkaną wyspą położoną w zatoce Santoryńskiej. Wyspa powstała w XVI wieku p.n.e. po erupcji wulkanicznej. Ostatnia erupcja (niewielka) miała miejsce w roku 1950. Nea Kameni kształtem przypomina okrąg. Szerokość wyspy wynosi 2 km, a łączna powierzchnia wynosi 3,4 km². Wyspa jest bardzo popularna wśród turystów, którzy dziesiątkami przybywają na wyspę aby obejrzeć krater wulkanu który wznosi się do 150 m.
Leży w administracji zdecentralizowanej Wyspy Egejskie, w regionie Wyspy Egejskie Południowe, w jednostce regionalnej Thira, w gminie Thira.